# Loma de la Cruz

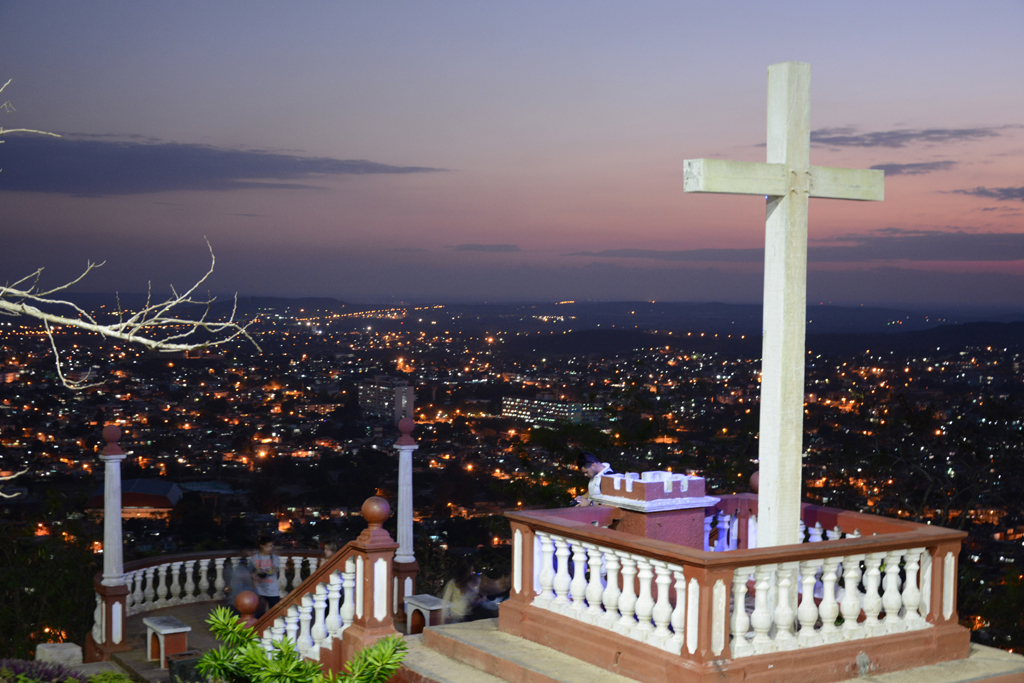
Vista nocturna de la ciudad de Holguín desde la Loma de la Cruz.

La Loma de la Cruz es una elevación situada al norte de la ciudad de Holguín, en Cuba, con una altitud de 261 metros sobre el nivel del mar. Es uno de los principales símbolos de la ciudad y constituye un importante punto panorámico, cultural, espiritual y turístico. Su cima ofrece vistas privilegiadas de toda la urbe y alberga espacios de recreación, gastronomía, comercio y culto religioso.

## Historia
El nombre de la loma proviene de la cruz de madera colocada originalmente en su cima en 1790 por el fraile franciscano Francisco Antonio de Alegría, prior de la comunidad franciscana de Holguín. Esta cruz fue colocada como parte de la tradición española de situar símbolos religiosos en lugares elevados, con la creencia de que ofrecían protección espiritual contra epidemias y catástrofes. Hasta ese momento, el lugar era conocido como Cerro Bayado.
A principios del siglo XX, y por iniciativa del historiador Óscar Albanés, considerado el padre de la bibliotecología en Holguín, se realizaron obras de restauración dirigidas por el arquitecto Vicente Biosca. Estas mejoras, financiadas mediante rifas, verbenas y colectas populares, concluyeron el 3 de mayo de 1950 con la instalación de una nueva cruz que reemplazó a la original ya deteriorada.
Una tercera cruz fue colocada en la década de 1990, luego de que la segunda fuera destruida por un rayo. Esta última fue elaborada en madera de caguairán, una especie nativa resistente, abundante en los bosques de la región de Bariay, lugar histórico por ser el punto donde desembarcó Cristóbal Colón en 1492.
Durante las guerras de independencia, la cima de la loma tuvo un papel estratégico para el ejército español. En 1868 se levantó la Torre de Numancia, reemplazada en 1895 por el fuerte La Vigía, dotado de aspilleras. Además, se instaló un heliógrafo, que permitía transmitir señales mediante espejos hacia otras posiciones defensivas cercanas, como Jiguaní y Gibara
Actualmente, en la cima de la loma se encuentran restaurantes, cafeterías, puestos de venta de artesanías y una antena de telecomunicaciones. En el pasado hubo dos antenas, pero una fue destruida por el huracán Ike en 2008.

## Escalinata

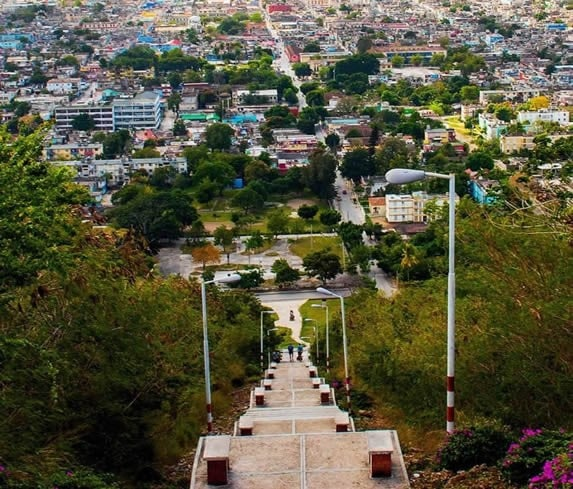
Escalinata de la Loma de la Cruz.

Para facilitar la llegada a la cima, en 1950 se construyó una escalinata monumental que se convirtió en uno de los elementos más emblemáticos de la ciudad. La obra fue impulsada durante la alcaldía de Fulgencio Ferrer, con diseño y dirección del ingeniero Luis Milanés Tamayo. Su objetivo era fomentar el acceso al sitio tanto para fines religiosos como turísticos.
La escalinata consta de 468 peldaños, distribuidos en tramos con descansos intermedios. Fue construida siguiendo el relieve natural del terreno, con un diseño serpenteante que favorece la ascensión. Se utilizaron materiales resistentes como piedra, cemento y granito, adecuados para soportar la intemperie y el uso continuo. A lo largo de su recorrido se añadieron barandillas, bancos y alumbrado público.
La obra, que duró aproximadamente un año, contó con el apoyo directo de la comunidad holguinera, que participó con donaciones y mano de obra voluntaria, convirtiéndola en un símbolo de esfuerzo colectivo.
La escalinata ha sido objeto de restauraciones, especialmente durante preparativos para las Romerías de Mayo o visitas importantes, y ha recibido mejoras como reposición de escalones, renovación del sistema de iluminación y embellecimiento paisajístico.
Además de su valor histórico, la escalinata es usada hoy por numerosos holguineros como ruta habitual para la práctica de ejercicios físicos, sobre todo en horas de la tarde. Alternativamente, se puede acceder a la cima mediante una carretera asfaltada ubicada en la parte trasera de la loma, permitiendo llegar en automóvil hasta los restaurantes y miradores del lugar.

## Romerías de Mayo
La Loma de la Cruz desempeña un papel central en las Romerías de Mayo, un evento cultural y espiritual que se celebra anualmente en Holguín desde la década de 1990. Esta festividad internacional reúne a artistas, promotores culturales, jóvenes creadores y delegaciones extranjeras, quienes ascienden los 468 peldaños hasta la cima, portando una réplica del Hacha de Holguín, símbolo de la ciudad.
Este acto, cargado de simbolismo, conecta con la tradición religiosa originada en 1790 y resignificada como tributo a la identidad cultural cubana. Marca el inicio de una semana de actividades que celebra la diversidad artística, el pensamiento joven y las raíces históricas del pueblo cubano.

## El Papa Francisco en la Loma de la Cruz

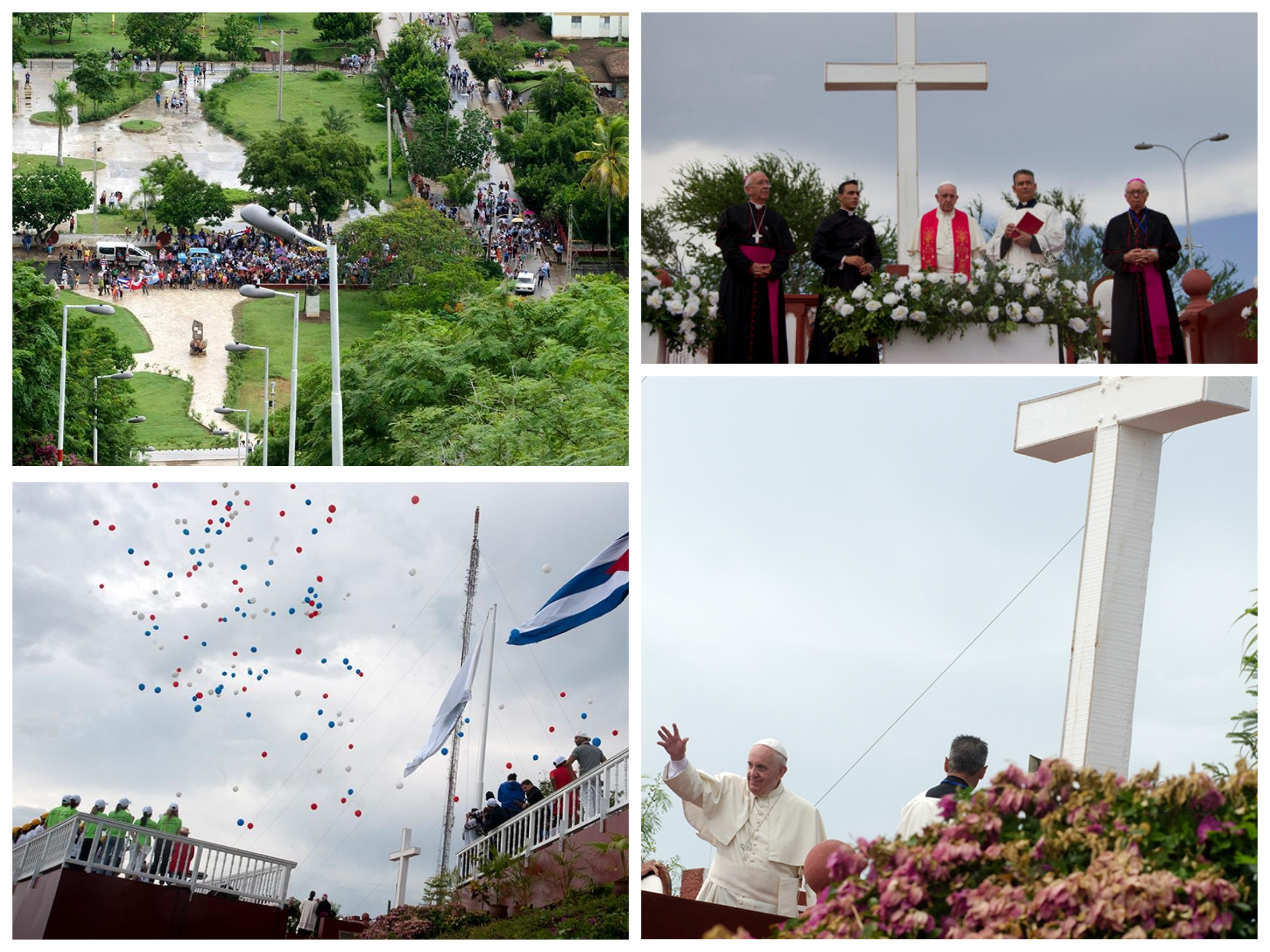
Papa Francisco en la Loma de la Cruz.

El 21 de septiembre de 2015, durante su histórica visita pastoral a Cuba, el Papa Francisco incluyó a la ciudad de Holguín en su itinerario, convirtiéndose en el primer pontífice en visitar esta localidad. Después de oficiar una misa multitudinaria en la Plaza de la Revolución Calixto García, se dirigió hacia la cima de la Loma de la Cruz.

La elección de este lugar no fue casual. Con su simbolismo espiritual y su prominencia geográfica, representaba un punto ideal para dirigir una bendición sobre toda la ciudad y sus habitantes. Acompañado por autoridades eclesiásticas y civiles, el Papa ascendió en automóvil por la carretera que bordea la elevación y se detuvo frente a la gran cruz que corona la cima. Desde allí, con la ciudad extendida a sus pies, elevó una oración y pronunció una breve pero significativa bendición:
“Que el Espíritu Santo descienda sobre ustedes”.
Este acto fue profundamente emotivo para los holguineros, que consideraron la presencia del Papa como un hecho trascendental en la historia religiosa y social de la región. En el lugar se habían dispuesto medios de comunicación, estructuras de apoyo y un espacio ceremonial junto a la rotonda-mirador, desde donde el pontífice saludó y bendijo a la multitud.
Además del acto litúrgico, la visita del Papa puso en valor la importancia cultural y espiritual de la Loma de la Cruz, proyectándola al ámbito internacional. Muchos residentes recuerdan este momento como un hito que reafirmó la identidad católica de la ciudad y fortaleció los lazos entre la Iglesia y la comunidad holguinera.

## Galería de fotos

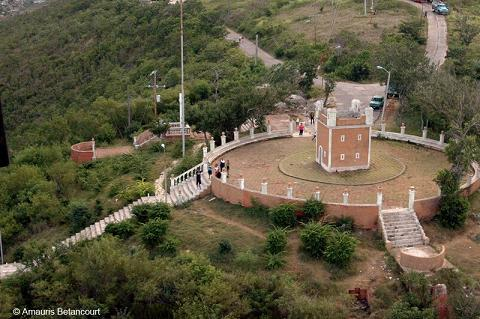
Vista aérea.
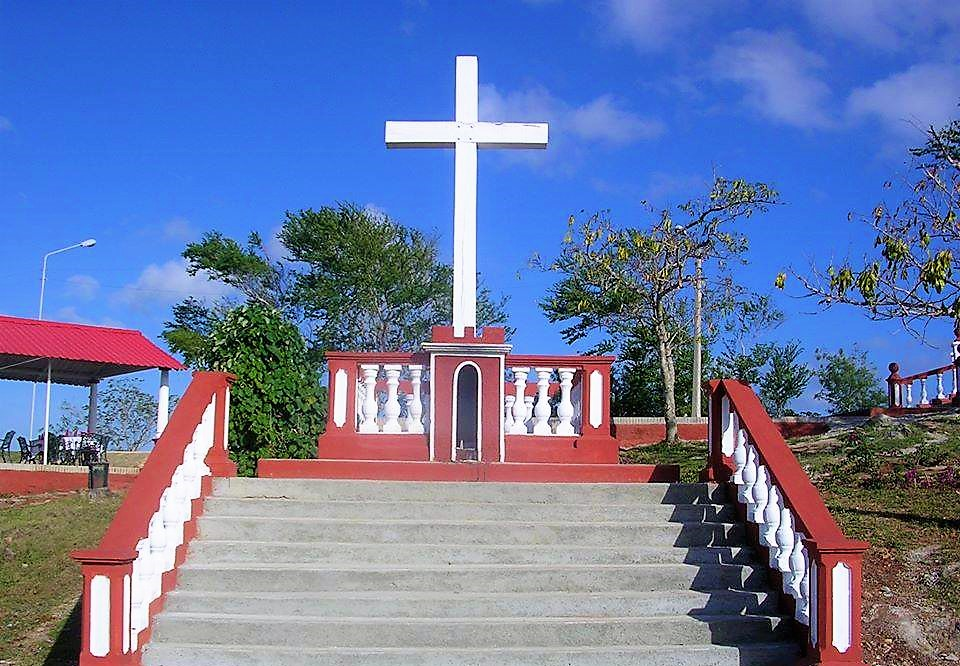
Cruz actual.
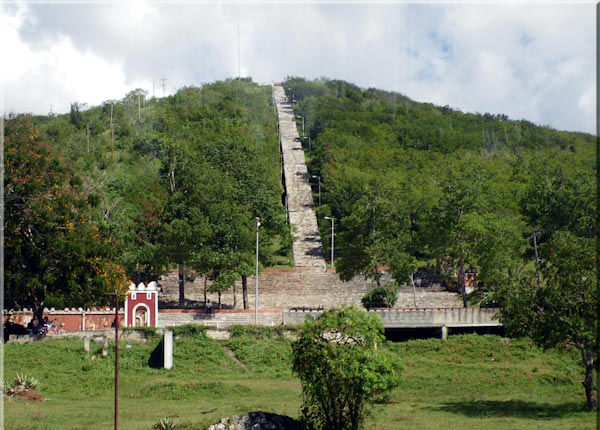
Escalinata.
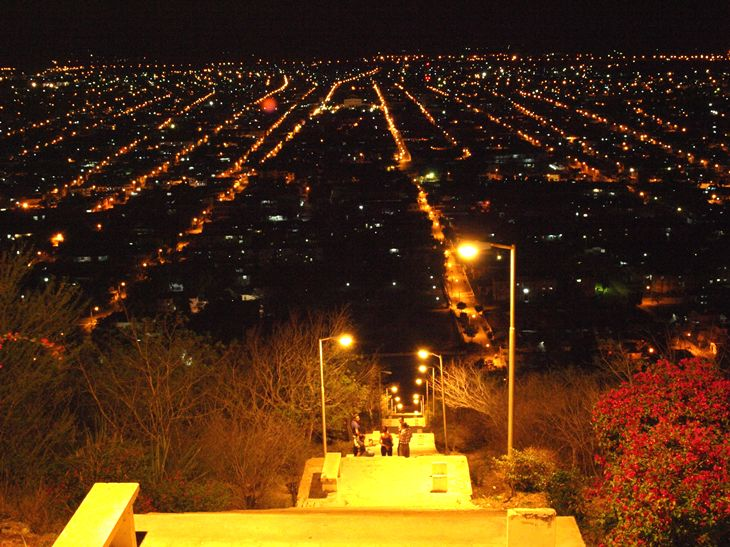
Vista de la ciudad.
Vista nocturna.